# Plavání na otevřené vodě na mistrovství světa v plaveckých sportech 2003
Závody v plavání na otevřené vodě na mistrovství světa v plaveckých sportech za rok 2003 proběhly v Barceloně, Španělsko 16. až 21. července 2003.

## Česká stopa
Česko reprezentovalo 5 závodníků.
V závodě na 5 km žen startovalo 32 závodnic – Jana Pechanová (*1981) z KPSP Kometa Brno obsadila 2. místo a získala stříbrnou medaili a Kristýna Kyněrová (*1979) z TJ Znojmo obsadila 19. místo. V plaveckém maratonu na 10 km žen startovalo 29 závodnic — Yvetta Hlaváčová (*1975) z VSK Univerzita Brno závod vzdala. V závodě na 25 km žen startovalo 23 závodnic – Yvetta Hlaváčová (*1975) z VSK Univerzita Brno obsadila 11. místo.
V závodě na 5 km mužů startovalo 34 závodníků – Rostislav Vítek (*1976) z KPSP Kometa Brno obsadil 24. místo a Pavel Srb (*1980) z TJ Bohemians Praha 29. místo. V plaveckém maratonu na 10 km mužů startovalo 32 závodníků – Rostislav Vítek (*1976) z KPSP Kometa Brno obsadil 20. místo. V závodě na 25 km mužů startovalo 25 závodníků – Rostislav Vítek (*1976) z KPSP Kometa Brno obsadil 17. místo a Pavel Srb (*1980) z TJ Bohemians Praha 23. místo

## Výsledky

### Individuální disciplíny
| Muži                      | Zlato                   | Zlato     | Stříbro                | Stříbro   | Bronz                   | Bronz     |
| ------------------------- | ----------------------- | --------- | ---------------------- | --------- | ----------------------- | --------- |
| 5 km                      | Jevgenij Koškarov (RUS) | 53:11,9   | Christian Hein (GER)   | 53:13,9   | Vladimir Ďatčin (RUS)   | 53:14,8   |
| plavecký maraton na 10 km | Vladimir Ďatčin (RUS)   | 1:50:58,8 | Christian Hein (GER)   | 1:51:06,5 | David Meca (ESP)        | 1:51:08,4 |
| 25 km                     | Jurij Kudinov (RUS)     | 5:02:20,0 | David Meca (ESP)       | 5:02:20,4 | Petar Stojčev (BUL)     | 5:02:20,6 |
| Ženy                      | Zlato                   | Zlato     | Stříbro                | Stříbro   | Bronz                   | Bronz     |
| 5 km                      | Viola Valliová (ITA)    | 57:01,2   | Jana Pechanová (CZE)   | 57:03,9   | Britta Kamrauová (GER)  | 57:06,4   |
| plavecký maraton na 10 km | Viola Valliová (ITA)    | 1:59:49,9 | Angela Maurerová (GER) | 1:59:51,1 | Edith van Dijková (NED) | 1:59:53,0 |
| 25 km                     | Edith van Dijková (NED) | 5:35:43,5 | Britta Kamrauová (GER) | 5:35:46,1 | Angela Maurerová (GER)  | 5:35:46,5 |

## Medailová bilance
V plavání na otevřené vodě se rozdělily celkem 6 sad medailí.
| Pořadí | Stát             |       | Muži    | Muži  | Muži  |         | Ženy  | Ženy  | Ženy    |       | Muži + Ženy | Muži + Ženy | Muži + Ženy | Celkem |
| Pořadí | Stát             | Zlato | Stříbro | Bronz | Zlato | Stříbro | Bronz | Zlato | Stříbro | Bronz |             |             |             | Celkem |
| ------ | ---------------- | ----- | ------- | ----- | ----- | ------- | ----- | ----- | ------- | ----- | ----------- | ----------- | ----------- | ------ |
| 1.     | Rusko (RUS)      |       | 3       | 0     | 1     |         | 0     | 0     | 0       |       | 3           | 0           | 1           | 4      |
| 2.     | Itálie (ITA)     |       | 0       | 0     | 0     |         | 2     | 0     | 0       |       | 2           | 0           | 0           | 2      |
| 3.     | Nizozemsko (NED) |       | 0       | 0     | 0     |         | 1     | 0     | 1       |       | 1           | 0           | 1           | 2      |
| 4.     | Německo (GER)    |       | 0       | 2     | 0     |         | 0     | 2     | 2       |       | 0           | 4           | 2           | 6      |
| 5.     | Španělsko (ESP)  |       | 0       | 1     | 1     |         | 0     | 0     | 0       |       | 0           | 1           | 1           | 2      |
| 6.     | Česko (CZE)      |       | 0       | 0     | 0     |         | 0     | 1     | 0       |       | 0           | 1           | 0           | 1      |
| 7.     | Bulharsko (BUL)  |       | 0       | 0     | 1     |         | 0     | 0     | 0       |       | 0           | 0           | 1           | 1      |
| Celkem | Celkem           |       | 3       | 3     | 3     |         | 3     | 3     | 3       |       | 6           | 6           | 6           | 18     |